# Johannes I. von Salzburg
Johannes I. (* vor 739; † 10. Juni 746 oder 747) war der erste Bischof der neu gegründeten Diözese Salzburg und Abt des Klosters Sankt Peter. Seine Vorgänger besaßen noch keine klar umrissene und allgemein anerkannte Diözese, weshalb sie als Bischöfe in Salzburg bezeichnet werden.

## Leben
In Zusammenarbeit mit dem Bayernherzog Odilo wurden von Bonifatius als Beauftragter (Legat) des Papstes im Jahr 739 vier Diözesen (Bistümer) mit klar umrissenen Grenzen errichtet. Mit Salzburg erhielt Johannes von Bonifatius das erste und mächtigste dieser bayerischen Bistümer. Papst Zacharias wies Johannes I. die Landschaft Karantanien (in etwa das heutige Kärnten) als Missions- und Diözesangebiet zu. Neben Schenkungen im Isengau erhielt Johannes für den schrittweise erfolgenden Aufbau des Landes wertvollen Grundbesitz, vor allem in der Osterhorngruppe.
Johannes stellte auch die mehrfach zerstörte Maximilianzelle (im heutigen Bischofshofen) wieder her und führt die Ordensregel der Benediktiner im Stift Sankt Peter ein.